# Torino Porta Susa
Torino Porta Susa (włoski: Stazione di Torino Porta Susa) – drugi co do ważności dworzec kolejowy w Turynie, w regionie Piemont, we Włoszech.
Znajdujące się na Piazza XVIII Dicembre, przy Via Cernaia, niedaleko od placu centralnego Piazza Statuto.
Dworzec został wybudowany w 1868, w czasie rozbudowy miasta w kierunku zachodnim, na linii do Mediolanu.

## Linie kolejowe
Na stacji zatrzymują się pociągi kursujące na trasie Turyn-Mediolan i podążające na północ Włoch. Zatrzymują się tu również pociągi TGV Paryż-Mediolan i Talgo Mediolan-Barcelona.
| Torino Porta Susa      |  |              |
| Linia Turyn – Mediolan |  |              |
| Torino Porta Nuova     |  | Torino Stura |